# Invocación (película)
 Invocación  es una película coproducción de Argentina y España filmada en colores dirigida por Héctor Faver con la codirección de Patricio Guzmán y Fred Kelemen sobre guion de Eugenia Kléber que se estrenó el 13 de julio de 2000 y que tuvo como actores principales a  Cristina Banegas y Patricio Contreras.

## Sinopsis
Partiendo de la reconstrucción de la filmación de un cortometraje de tres niños amigos, el filme se interna en la ficción del romance de una pareja de enanos y recoge, además, testimonios sobre los que considera acontecimientos sobresalientes de Argentina.  

## Reparto
- Cristina Banegas
- Patricio Contreras
- Juanjo Puigcorbé
- Carlos Rodríguez
- Karina Rodríguez
- Federico Luppi (Voz)

## Palabras del director
Héctor Faver, director argentino radicado en España, declaró que “pensaba hacer una ficción, un romance entre dos enanos, y justo estaba en Buenos Aires cuando ocurrió el atentado a la AMIA. Ahí murieron dos amigos míos de toda la vida. Años después, junto a la historia inicial, reconstruí la historia de un corto que había filmado de niño, con esos amigos".

## Comentarios
Pablo Suárez para el sitio web Cineísmo opinó:

”…si el cine fuera el equivalente de un documento a secas, entonces la mitad documental de Invocación sería valiosa. Pero …una película pide una narrativa, una construcción verosímil, una progresión dramática. Y el caso es que Invocación no logra satisfacer ninguno de estos requerimientos. Si su mitad documental tiene momentos que pueden conmover es sencillamente porque los testimonios de los sobrevivientes y las atrocidades de los genocidas hablan por sí solos. Daría lo mismo leerlos en un papel que verlos en la pantalla grande. La otra mitad de la película, el hilo conductor que quiere ser el romance de la pareja de enanos…es francamente insalvable. Nada de lo que sucede puede interesar a un espectador, porque nada de lo que sucede está construido dramáticamente. Sólo hay una sucesión de situaciones plagadas de simbolismos obvios y vulgares, alegorías pretenciosas y metáforas forzadas e increíbles. El texto es lastimoso, a tono con las actuaciones... Como si todo esto fuera poco, imaginen el choque cada vez que el director salta de la denuncia social a la fábula ficcional, y viceversa.”

## Candidaturas
Cristina Banegas fue candidata al Premio Cóndor de Plata 2001 a Mejor Actriz por su actuación en este film.